# Kanał derywacyjny

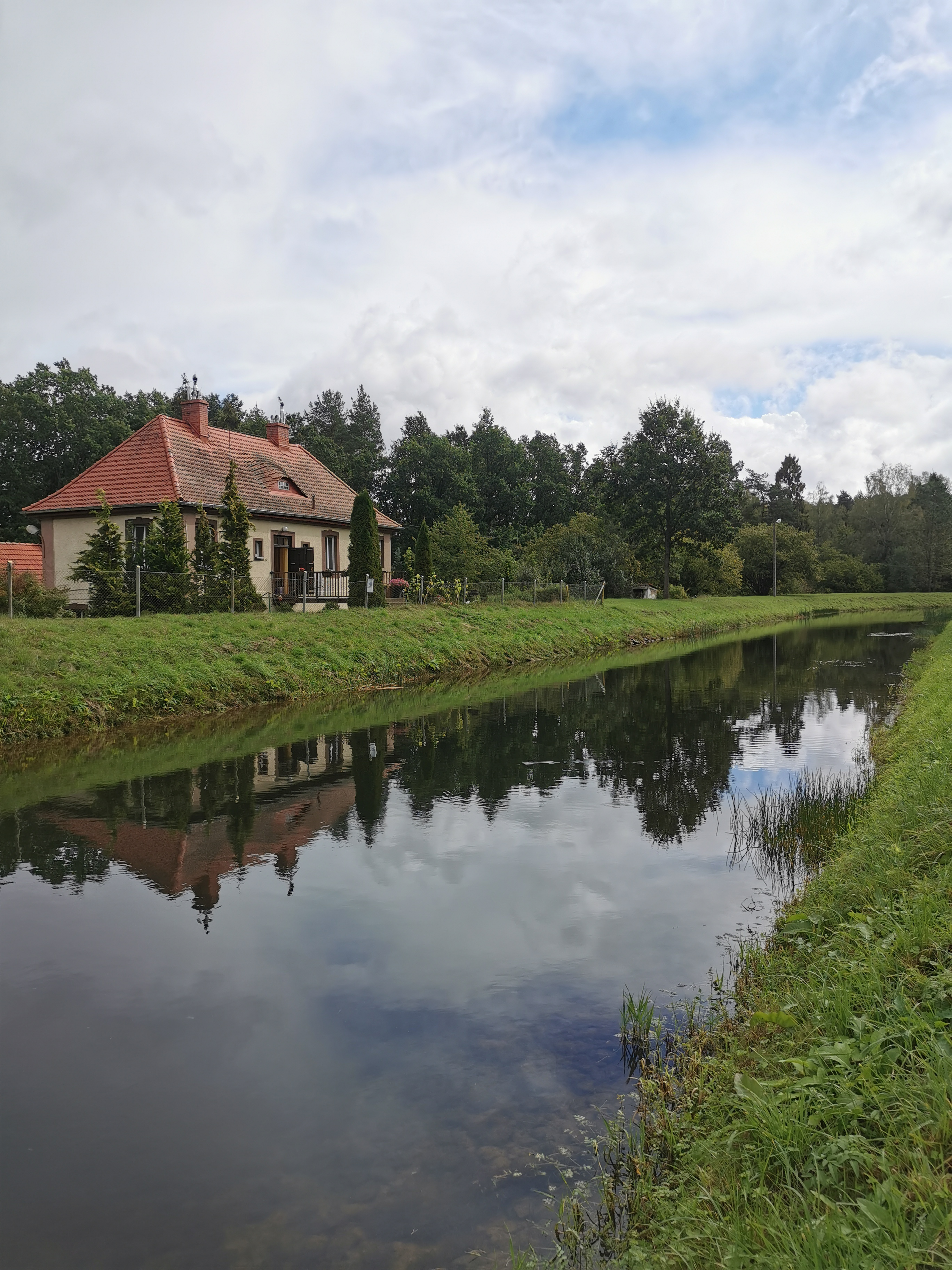
Kanał derywacyjny z Jeziora Głębokiego wprowadzający wodę do betonowego, podziemnego syfonu w Niepoględziu.

Kanał derywacyjny – element infrastruktury technicznej derywacyjnej elektrowni wodnej.
Jest sztucznym korytem przecinającym w poprzek zakole rzeki w celu wykorzystania jej naturalnego spadu. Kanały derywacyjne mogą być otwarte, gdzie woda płynie przy normalnym ciśnieniu, otwartym korytem lub zamknięte gdzie wykorzystuje się rury derywacyjne. Kanały zamknięte, w których woda płynie pod ciśnieniem, są stosowane w elektrowniach o dużych spadach. Wyróżnia się także kanały półotwarte, gdzie woda płynie na znacznej długości otwartym kanałem, a na pewnym odcinku wpada do rury zasilającej. Takie kanały są stosowane w bardziej skomplikowanych urządzeniach, jak syfony, czyli przepływy rzek pod innymi rzekami. Kanały derywacyjne są tańszym sposobem uzyskania niewielkiego spadu w porównaniu do budowanych jazów czy innych urządzeń piętrzących, które często tworzą zbiorniki wodne.